# Régiments de cavalerie français d'Ancien Régime (K)
Cet article présente la liste des régiments de cavalerie français d'Ancien Régime, commençant par la lettre K.

## Régiment de Kanofski cavalerie
- Régiment de Kanofski cavalerie  

C'est l'ancien régiment de Bouillon cavalerie, qui est renommé « régiment de Kanofski cavalerie » après avoir été donné  en 1643 à Frédéric Louis Kanofski. Dans le cadre de la guerre de Trente Ans, il participe à la bataille de Tuttlingen en 1643 et à la bataille de Nördlingen en 1645. Kanofski meurt à Strasbourg le 24 novembre 1645; son tombeau est au temple Saint-Thomas. Le régiment prend le nom de régiment de Turenne cavalerie (1646-1650) après avoir été donné, le 20 février 1646, au maréchal de Turenne.